# Schafhausen bei Wassing
Schafhausen bei Wassing ist ein Gemeindeteil der Gemeinde Aham im niederbayerischen Landkreis Landshut.
Die Einöde auf der Gemarkung Loizenkirchen liegt auf einem Höhenrücken zwischen Oberwindener Bach und Schafhauser Bach, an einer einen Kilometer langen Stichstraße abgehend von der Kreisstraße LA 44 bei Wassing. Die Teilgemeindekennziffer ist „050“.

## Geschichte
Der Gemeindeteilname „Schafhausen bei Wassing“ ist seit dem 27. Februar 2017 als „Lagebezeichnung“ gültig, zuvor war der amtliche Name „Schafhausen“. Bei der Volkszählung 1987 wurden zwei Wohngebäude mit zwei Wohnungen und vier Einwohnern festgestellt.